# Xylocopa buruana
Xylocopa buruana là một loài Hymenoptera trong họ Apidae. Loài này được Lieftinck mô tả khoa học năm 1956.